# Démocratie directe au Liechtenstein
Le Liechtenstein est, avec la Suisse, le pays européen où les outils de démocratie directe  sont les plus développés. Les habitants ont à leur disposition deux outils pour la mettre en œuvre : l'initiative populaire et le référendum facultatif.

## Initiative populaire
Dans le cadre de l'article 64 de la constitution, les citoyens peuvent proposer un projet de loi ou une révision de la constitution. Pour être valable, cette initiative populaire doit récolter dans un délai de six semaines 1 000 signatures de citoyens dans le cas d'un projet d'ordre législatif ou 1500 s'il est d'ordre constitutionnel. En 2017, le nombre d'inscrits sur les listes électorales  Liechtenstein était de 19 806, soit des seuils d'un peu plus de 5 et 7,5 % respectivement.
Une fois le nombre de signatures atteint, le Parlement se prononce sur l'initiative. S'il l'accepte, l'initiative entre en vigueur. S'il la refuse, elle est soumise à la votation et les citoyens se prononcent. Dans le cas d'un projet modifiant la constitution, un quorum des deux tiers des membres du parlement est nécessaire pour que l'initiative soit validée sans faire l'objet d'un référendum.
Les communes peuvent également avoir recours à cet outil si au moins trois d'entre elles en font la demande par une délibération unanime de leur assemblée communale dans le cas d'un projet de loi, ou au moins quatre dans le cas d'un amendement constitutionnel.

## Référendum facultatif
Dans le cadre de l'article 66 de la constitution, les citoyens peuvent également se prononcer a posteriori sur les décisions adoptées par le Parlement. Toute modification de la constitution, changement législatif, dépense unique nouvelle de plus de 500 000 Francs Suisses ou dépense annuelle nouvelle de plus de 250 000 Francs Suisses est concernée.
Si 1 000 signatures sont récoltées en 30 jours (1500 pour les modifications de la Constitution ou les traités internationaux), un référendum facultatif d'origine populaire est organisé et la décision du peuple est liante.
Le parlement peut décider de lui-même de soumettre une telle décision à un référendum qui est alors d'origine parlementaire, mais il n'y est jamais obligé par la loi. Contrairement au voisin Suisse, le Liechtenstein n'est donc pas sujet aux référendums obligatoires dans certains domaines prédéfinis, notamment constitutionnels.
De même que pour les initiatives, les communes peuvent avoir recours à un référendum facultatif si au moins trois d'entre elles en font la demande par une délibération unanime de leur assemblée communale dans le cas d'un projet de loi, ou au moins quatre dans le cas d'un amendement constitutionnel.

## Validité
Il n’y a pas de système de quorum pour qu’un référendum soit valide. L'abstention n'a donc pas d'influence sur le scrutin, et ne peut pas être utilisée comme outil pour en invalider le résultat par ses opposants.
Le Prince de Liechtenstein peut en revanche poser son veto sur un référendum en refusant de promulguer la loi, tout en pouvant théoriquement être lui même démis de ses fonctions via un référendum constitutionnel d'initiative populaire. 

## Niveau communal
Ces instruments existent tant au niveau national que communal.
Seul change le nombre de signatures et la limite de temps pour les récolter : un sixième de la population communale en quatorze jours.